# Obenhöhscheid
Obenhöhscheid ist eine aus einer Hofschaft hervorgegangene Ortslage in der bergischen Großstadt Solingen. Der Ort ist in dem seit den 1970er Jahren entstandenen Wohngebiet zwischen dem Höhscheider Hof, der Bauermannskulle und der Bundesstraße 229 aufgegangen, in dem heute rund 1200 Menschen leben.

## Lage und Beschreibung
Obenhöhscheid liegt im nach ihr benannten Stadtteil Höhscheid am Rande eines Höhenzugs, auf dem die Bundesstraße 229, die Neuenkamper Straße, entlang führt. Die Wohnsiedlung am Höhscheider Hof, in der der Ort vollständig aufgegangen ist, befindet sich auf einer kleinen Hochfläche, die zwischen dem Pilghauser Bach im Norden und dem Höhscheider Bach im Süden gebildet wird. Nach Süden fällt das Gelände zum Höhscheider Bach hin ab. Entlang der nach dem Ort benannten Straße Obenhöhscheid sind noch mehrere Fachwerk- und Schiefergebäude erhalten, die auf die einstige Hofschaft hindeuten. 
Benachbarte Orte sind bzw. waren (von Nord nach West): Pilghauser Kotten, Bauermannskulle, Neuenkamp, Hingenberg, Mittel- und Untenhöhscheid, Höhscheider Hof sowie Steigerhäuschen und Neuenhaus. 

## Etymologie
Der Ortsname Höhscheid bezeichnet eine in der Höhe gelegene Grenze bzw. Wasserscheide. Neben Obenhöhscheid kommt der Ortsname auch in dem Höhscheider Hof sowie den beiden anderen Orten Unten- und Mittelhöhscheid vor. Sie gaben dem heutigen Solinger Stadtteil den Namen.

## Geschichte
Während der Höhscheider Hof bereits seit 1189 nachgewiesen ist, lässt sich die Geschichte der drei Höfe Unten-, Mittel- und Obenhöhscheid bis in das 15. Jahrhundert zurückverfolgen. Sie werden im Zehntverzeichnis des Klosters Altenberg von 1488 erstmals urkundlich erwähnt.
Im Jahre 1715 ist der Ort in der Karte Topographia Ducatus Montani, Blatt Amt Solingen, von Erich Philipp Ploennies mit einer Hofstelle verzeichnet und als Hüſchet benannt. Die Topographische Aufnahme der Rheinlande von 1824 verzeichnet den Ort als erstes Höscheid und die Preußische Uraufnahme von 1844 als Ob: Höhscheid. In der Topographischen Karte des Regierungsbezirks Düsseldorf von 1871 ist der Ort als Obr Höhscheid verzeichnet.
Obenhöhscheid wurde in den Ortsregistern der Honschaft Höhscheid innerhalb des Amtes Solingen geführt. Nach Gründung der Mairien und späteren Bürgermeistereien 1808 gehörte der Ort zur Bürgermeisterei Höhscheid, die 1856 zur Stadt erhoben wurde und lag dort in der Flur III. Neuenhof. 
Mit der Städtevereinigung zu Groß-Solingen im Jahre 1929 wurde Obenhöhscheid in die neue Großstadt Solingen eingemeindet. Die ehemaligen Ackerflächen zwischen dem Höhscheider Hof und der Bauermannkulle wurden ab den 1970er Jahren vereinzelt mit Wohnhäusern bebaut, bevor in der ersten Hälfte der 1980er Jahre das Gelände in großem Stil parzelliert wurde. Mehrere neue Straßen wurden angelegt, die nach historischen Flur- und Gewannenbezeichnungen benannt wurden. Bis Anfang der 1990er Jahre waren alle Baumaßnahmen abgeschlossen. Entlang der in der Siedlung aufgegangenen Straße Obenhöhscheid sind bis heute noch Fachwerk- und Schiefergebäude erhalten.